# Choi Han-bit
Choi Han-bit (en coreano 최한빛; Gangneung, 16 de junio de 1987) es una modelo, actriz y cantante surcoreana.
Fue miembro del grupo femenino surcoreano Mercury.  Se graduó de la Escuela de Danza de la Universidad Nacional de Artes de Corea en Seúl, donde se especializó en danza tradicional coreana. Con el apoyo de sus padres, Choi se sometió a una cirugía de afirmación de género en 2006. Cambió su nombre de pila a Han-bit y es reconocida legalmente como mujer en Corea del Sur. En una entrevista, Choi dijo que "vivir con el cuerpo femenino en sí mismo me trajo el mayor sentimiento de euforia", pero también que tiene "un buen recuerdo del pasado antes de la operación". Antes de su cirugía, había aparecido en el programa de televisión Jinsil Game de Yoo Jae-suk de Seoul Broadcasting System (SBS) en 2005. Fue concursante de la temporada 3 de Korea's Next Top Model, donde terminó décima.

## Carrera
Después de su transición, Choi comenzó a perseguir su ambición de toda la vida de convertirse en modelo. En 2009, estuvo entre más de 1200 postulantes al Concurso Anual de Supermodelos patrocinado por SBS, y ganó atención del público al avanzar en las rondas preliminares del concurso. La participación de Choi generó reacciones encontradas entre los usuarios de Internet y otros concursantes, pero los funcionarios de SBS declararon que considerarían una "violación de los derechos humanos" descalificar a una persona transgénero cuyo sexo legal era femenino. Como una de las 32 finalistas del concurso, Choi calificó automáticamente como modelo profesional. A pesar de esto, Choi afirma haber enfrentado discriminación en la industria del modelaje, habiéndosele negado participar en un desfile de moda sin ninguna razón clara. Desde que participó en el Concurso de Supermodelos, Choi ha aparecido en varios programas de televisión y ha expresado su deseo de convertirse en actriz. Ha dicho que espera casarse alrededor de los treinta años y que adoptará dos niños.

## Vida personal
El 18 de junio de 2023, Choi se casó con el empresario Choi Tae-il en Gangneung.

## Filmografía
- A Perfect Woman (8 de marzo de 2010 ~ 26 de abril de 2010) – Ella misma
- The Princess' Man (20 de julio de 2011 ~ 6 de octubre de 2011) – Mu-yeong
- Getting Aunt Gogong-sil (2011)
- Korea's Next Top Model temporada 3 (2012) – Ella misma (concursante)